# Léonard Plumet-Folliart
Léonard Jean-Baptiste François de Paule Plumet, né à Reims le 8 octobre 1789 et mort dans cette ville le 24 novembre 1856, était un homme politique français.

## Biographie
Il fut élu adjoint au maire puis maire de Reims de 1838 à 1839, conseiller général, lieutenant-colonel de la Garde nationale, directeur de la Caisse d'épargne. Il fut le premier directeur de la succursale de la Banque de France à Reims, de 1836 à 1856. Il a également été chevalier de la Légion d'honneur et président du Tribunal de commerce. Marchand épicier en 1833, il épousa Marie Françoise Eléonore Folliart (1791-1864) et repose au Cimetière du Nord.